# 橘知尚
橘 知尚（たちばな の ともなお、生年不詳 - 応長2年（1312年）正月）は、鎌倉時代の公卿。左京大夫・橘知嗣の次男。官位は従三位・刑部卿。

## 経歴
大宮院蔵人や六位蔵人兼右衛門尉を経て、弘安7年（1284年）従五位下に叙爵し、父の知嗣が知行していた丹波守に任ぜられる。弘安10年（1287年）従五位上、正応4年（1291年）正五位下と昇進し、永仁2年（1294年）3月に刑部権大輔に任ぜられるが、8月には辞任している。
正安3年（1301年）大覚寺統の後二条天皇が即位すると大膳大夫兼伯耆守に任ぜられ、嘉元元年（1303年）左京大夫、徳治元年（1306年）刑部卿と京官を歴任する一方、正安4年（1302年）従四位下、嘉元2年（1304年）従四位上、徳治3年（1308年）正四位下と順調に昇進した。
延慶4年（1311年）4月に従三位に昇叙され、橘氏としては大納言・橘好古以来339年ぶりに公卿昇進を果たした。同年8月21日に出家。法名は観知。最終官位は前刑部卿従三位。応長2年（1312年）正月薨去。
注記のないものは『公卿補任』による。
- 時期不詳：大宮院蔵人
- 弘安4年（1281年） 7月1日：六位蔵人、右衛門尉
- 弘安7年（1284年） 3月26日：従五位下（臨時）。5月6日：丹波守（父知嗣知行）
- 弘安10年（1287年） 7月10日：従五位上
- 正応元年（1288年） 8月27日：去丹波守
- 正応4年（1291年） 正月6日：正五位下
- 正応5年（1292年） 6月：服喪（父）
- 永仁2年（1294年） 3月4日：刑部権大輔。8月5日：辞権大輔
- 正安3年（1301年） 7月13日：大膳大夫。10月5日：兼伯耆守
- 正安4年（1302年） 2月28日：止守。日付不詳：従四位下。○月18日：止四品位記。○月29日：大膳大夫。10月24日：従四位下
- 嘉元元年（1303年） 10月29日：左京大夫
- 嘉元2年（1304年） 5月5日：辞大夫。6月2日：従四位上
- 徳治元年（1306年） 12月30日：刑部卿
- 徳治3年（1308年） 2月7日：正四位下。3月4日：辞卿
- 延慶4年（1311年） 4月15日：従三位。8月21日：出家（前刑部卿従三位）
- 応長2年（1312年） 正月：薨去

## 系譜
『系図纂要』による。
- 父：橘知嗣 - 正四位下、左京大夫
- 母：宗像浄恵の女
- 妻：不詳
  - 男子 : 橘知国 - 従四位下、宮内大輔